# Region Mittelbünden
Die Region Mittelbünden (rätoromanisch Regiun Grischun Central) war bis Ende 2015 ein Regionalverband gemäss Art. 69 und 72 der Verfassung des Kantons Graubünden. Somit war er eine Körperschaft des kantonalen öffentlichen Rechts mit eigener Rechtspersönlichkeit.
Der Regionalverband umfasste 21 Gemeinden im Surmeir mit den Teilregionen Oberhalbstein, Albulatal und Lenzerheide. Die Churwaldnertaler Gemeinden Churwalden, Malix und Parpan (seit 1. Januar 2010 vereint in der Gemeinde Churwalden) hatten sich trotz geographischer Zugehörigkeit zu Mittelbünden dem Regionalverband Nordbünden angeschlossen.
Die Aufgaben der Region Mittelbünden lagen in der Pflege kultureller Belange wie dem Unterhalt der Musikschule Mittelbünden, der Vernetzung ökologischen und ökonomischen Denkens wie beim Aufbau des Parc Ela und der Aufrechterhaltung der deutsch-romanischen Zweisprachigkeit in den Gemeinde- und Kreisräten.
An die Stelle der Region Mittelbünden ist 2016 die Region Albula getreten.